# Luminous
Singles de ClariS
Wake Up
(2012) Reunion
(2013)
Pistes de Second Story
With You
(6) Diary
(8)
Luminous (ルミナス, Ruminasu) est une chanson pop du duo d'idoles japonaises ClariS, écrite par Shō Watanabe. C'est le sixième single du groupe sorti le 10 octobre 2012 chez SME Records. La chanson a été utilisée comme générique d'introduction du premier film d'animation japonais de la licence Puella Magi Madoka Magica. Un clip a été produit pour "Luminous". Le single a culminé à la 4e place du classement musical hebdomadaire japonais de l'Oricon et a reçu plus tard un disque d'or par le Recording Industry Association of Japan pour avoir dépassé les 100 000 exemplaires expédiés en une seule année.

## Composition
"Luminous" est une chanson pop japonaise avec l'instrumentation de piano, de violon et de batterie. Le morceau est réglé sur une mesure de temps commun et défile sur un tempo de 173 battements par minute. À partir d'une tonalité de Sol majeur, l'introduction commence uniquement avec le piano et ajoute la batterie et le violon pour passer au premier couplet en Do dièse mineur, suivi du refrain. Après un pont en Sol majeur, la tonalité retourne en Do dièse mineur pour le deuxième couplet et le refrain qui utilise la même musique avec des paroles différentes. La tonalité change de Do dièse mineur à Sol bémol majeur avec un court break pour passer à un court troisième couplet, suivie immédiatement à nouveau du refrain en tant qu'outro en Do dièse mineur. Une courte coda est employée pour conclure la chanson. 

## Sortie et réception
"Luminous" a été publié dans une édition régulière et deux limitées, le 10 octobre 2012, en CD par la SME Records au Japon,,. L'une des versions d'édition limitée a été emballée avec des artworks de Puella Magi Madoka Magica et au lieu de contenir une version instrumentale de "Luminous" comme dans les deux autres éditions, on y retrouve une version courte en plus d'une courte version orchestral de "Connect". L'autre édition limitée a été livrée avec un DVD contenant le clip pour "Luminous". Le single a culminé à la 4e place du classement musical hebdomadaire japonais de l'Oricon, avec plus de 39,000 copies vendues dans la première semaine de vente, et y resté classé pendant 9 semaines,. "Luminous" a débuté et a culminé à la 5e place du Japan Hot 100 de Billboard. En décembre 2014, "Luminous" a été certifié Or par le Recording Industry Association of Japan pour avoir dépassé les 100 000 exemplaires expédiés en une seule année.

## Vidéoclip
Le clip est entièrement animé. Il présente tout au long de la vidéo des illustrations semi-animées de ClariS par Hideyuki Morioka mélangées à des scènes du premier film d'anime Puella Magi Madoka Magica, Puella Magi Madoka Magica: Beginnings.

## Liste des pistes
| 1.    | Luminous (ルミナス, Ruminasu)                | Shō Watanabe      | Shō Watanabe      | Atsushi Yuasa     | 4:08 |
| 2.    | Friends                                      | Ryōsuke Shigenaga | Ryōsuke Shigenaga | Ryōsuke Shigenaga | 3:49 |
| 3.    | Blossom                                      | Ryōsuke Shigenaga | Ryōsuke Shigenaga | Ryōsuke Shigenaga | 4:04 |
| 4.    | Luminous (ルミナス, Ruminasu) (Instrumental) | Shō Watanabe      | Shō Watanabe      | Atsushi Yuasa     | 4:08 |
| 16:22 |                                              |                   |                   |                   |      |

| Madoka Magica édition limitée | Madoka Magica édition limitée                              | Madoka Magica édition limitée | Madoka Magica édition limitée | Madoka Magica édition limitée | Madoka Magica édition limitée | Madoka Magica édition limitée | Madoka Magica édition limitée | Madoka Magica édition limitée | Madoka Magica édition limitée |
| No                            | Titre                                                      | Paroles                       | Musique                       | Arrangement                   | Durée                         |                               |                               |                               |                               |
| ----------------------------- | ---------------------------------------------------------- | ----------------------------- | ----------------------------- | ----------------------------- | ----------------------------- | ----------------------------- | ----------------------------- | ----------------------------- | ----------------------------- |
| 1.                            | Luminous (ルミナス, Ruminasu)                              | Shō Watanabe                  | Shō Watanabe                  | Atsushi Yuasa                 | 4:08                          |                               |                               |                               |                               |
| 2.                            | Friends                                                    | Ryōsuke Shigenaga             | Ryōsuke Shigenaga             | Ryōsuke Shigenaga             | 3:49                          |                               |                               |                               |                               |
| 3.                            | Blossom                                                    | Ryōsuke Shigenaga             | Ryōsuke Shigenaga             | Ryōsuke Shigenaga             | 4:04                          |                               |                               |                               |                               |
| 4.                            | Luminous (ルミナス, Ruminasu) (Movie Mix)                  | Shō Watanabe                  | Shō Watanabe                  | Atsushi Yuasa                 | 1:42                          |                               |                               |                               |                               |
| 5.                            | Connect (コネクト, Konekuto) (Orchestra ver. (Short Edit)) | Shō Watanabe                  | Shō Watanabe                  | Atsushi Yuasa                 | 1:37                          |                               |                               |                               |                               |
| 15:35                         |                                                            |                               |                               |                               |                               |                               |                               |                               |                               |

| 1. | Luminous (Clip) | 4:08 |

## Personnel
| ClariS - Clara – Chant - Alice – Chant | Production - Takashi Koiwa – Mixage audio - Kōtarō Kojima – Mastering - Tatsuo Murai – Design, Direction artistique |

## Classements
| Classement (2012)          | Meilleure position |
| -------------------------- | ------------------ |
| Japan Hot 100 de Billboard | 5                  |
| Weekly Singles de l'Oricon | 4                  |